# Alfa-5
Die Alfa-5 (ALFA 5, SA - Segurança Industrial e Patrimonial) ist ein staatliches Sicherheitsunternehmen in Angola. Es wurde im Februar 1993 von João de Matos und einigen anderen angolanischen Generälen gegründet und gehört zu 100 % dem staatlichen Diamantunternehmen Endiama. Das Unternehmen steuert 50 % der sicherheitsrelevanten Abläufe auf den unzähligen Diamant-Explorationsflächen in Angola. Geschäftsführer ist Francisco Guerra. Alfa-5 ist darauf spezialisiert, nationale Vermögenswerte, wie z. B. Industrieanlagen und Diamantenabbaugebiete, sowie Einzelpersonen mit seinen landesweit 1.800 Mitarbeitern zu sichern.
Ursprünglich war das Hauptziel des Unternehmens der Schutz des sensiblen Diamantbereiches, begründet vor allem mit dem Wiederaufleben bewaffneter Konflikte nach den Wahlen von 1992 in Angola und der damit verbundenen Invasion von einheimischen angolanischen und ausländischen Garimpeiros aus der Demokratischen Republik Kongo. Es sollte verhindert werden, dass Rohdiamanten aus den Bergbauregionen Lunda im Nordwesten des Landes illegal ins Ausland geschmuggelt werden.
Zu den wichtigsten Kunden zählt die Diamantindustrie, Banken, sowie einige Privatkunden außerhalb der Diamantenindustrie.
Im Februar 2006 bekam Alfa-5 den „Arch of Europe“ einen Preis für internationale Sicherheit und Technik, der von der Business Initiative Directions Awards, in Frankfurt am Main verliehen wurde. Der Preis wird jährlich weltweit für herausragende Unternehmen, Organisationen und Geschäftsleute ausgeschrieben. Alfa-5 war das erste angolanische Unternehmen, das diese Auszeichnung erhalten hat.